# Бекболотов, Адыл
Адылбек Бекболотов (20 февраля 1992) — киргизский футболист, защитник клуба «Алга». Выступал за сборную Кыргызстана.

## Биография

### Клубная карьера
Во взрослых соревнованиях дебютировал в 2008 году в составе бишкекской «Плазы» в высшей лиге Кыргызстана.
С 2009 года играл за бишкекский «Дордой». За девять сезонов в составе клуба стал неоднократным чемпионом и призёром чемпионата страны, обладателем Кубка Кыргызстана. Принимал участие в матчах Кубка президента АФК и Кубка АФК.
С 2018 года выступает за бишкекскую «Алгу».

### Карьера в сборной
Выступал за молодёжную сборную Кыргызстана. В её составе в 2012—2013 годах сыграл 9 матчей в рамках Кубка Содружества.
В национальной сборной Кыргызстана дебютировал 19 марта 2013 года в матче против Пакистана, отыграв все 90 минут. Всего в 2013 году сыграл 5 матчей за национальную команду, в дальнейшем в сборную не вызывался.